# 未知 (電視劇)
《未知》是於2023年4月18日至6月13日播出的朝日電視台「火9」時段電視劇，由高畑充希及田中圭主演。
2018年4月同一電視台播出的電視劇「大叔的愛」原班製作團隊再度集結製作。
臺灣由Hami Video、KKTV於4月19日起跟播。

## 登場人物
中數字為歲數。

### 主要人物
- 闇原心〈30〉：高畑充希[1]

週刊雜誌『週刊熱波』的王牌記者。真實身份是吸血鬼。
- 朝田虎松〈35〉：田中圭[1]

在春陽三丁目派出所工作的警察。有過一次離婚經歷。是20年前滅門事件犯人的兒子兼第一發現者。朝田是母親那邊的姓氏。

### 闇原家
- 闇原漣〈26〉：井上祐貴[2]

心的弟弟。搜查一課的刑警。吸血鬼。
- 闇原海造〈65〉：吉田鋼太郎[3]

心的父親。夜間急診醫生。吸血鬼。會把心撰寫的報導和伊織的新聞節目存檔。
- 闇原伊織〈55〉：麻生久美子[3]

心的母親。國民新聞主播「深森伊織」。吸血鬼。

### 春雨出版社
- 加賀美圭介〈30〉：町田啓太[3]

『週刊熱波』的攝影師、心的同事。
- 曾我真一〈58〉：石川禪[2]

『週刊熱波』的主編。喜歡靈異現象。

### 搜查一課
- 南十字初〈45〉：新納慎也

警部。漣的上司。
- 曉凛〈45〉：MEGUMI

自稱占卜師。心的健身房朋友。真實身份是警視廳搜查一課未解決事件搜查班的刑警，也是虎松的前妻。

### 春陽町商店街
- 世世塚幸雄〈50〉：小手伸也[2]

巡查部長。人稱「Yoyo-san」虎松在春陽三丁目派出所的前輩。唯一知道虎松秘密的人物。曾離過5次婚。
- 五十嵐松里〈38〉：First Summer Uika[2]

經營「Wasshoi Clinic」的單親媽媽。心的喝酒伙伴。
- 五十嵐大五郎〈18〉：曾田陵介[2]

松里的兒子、高中生。不上學的不良少年。有時候會展現繪畫才能。
- 庭月源治〈60〉：酒向芳[2]

居酒屋「Donzoko」的店主。曾是教師，與一條是同事。
- 庭月聖夜〈33〉：長田成哉[2]

居酒屋「Donzoko」的員工。源治的伴侶。常常講話公關風格，會模仿崇拜的羅蘭並誕生出名言。周圍的人都認為與源治是父子，其實本來是師生關係，後發展為伴侶。
- 今福梅 / 梅婆〈75〉：木野花[2]

糖果店「Umeboshi堂」的店主。

### 其他人物
- 一條彪牙〈55〉：井浦新[4]

虎松的父親。高中老師。20年前滅門事件的犯人。在虎松與世世塚的面前從崖上跳海自殺。後被發現還活著，出現於虎松與心的夜晚婚禮上，並為了救心而被人用碎冰錐刺死。

## 製作團隊
- 劇本：德尾浩司
- 導演：瑠東東一郎、金井紘
- 配樂：河野伸
- 主題曲：RADWIMPS「KANASHIBARI feat.ao」（Muzinto Records / EMI ）[5][6]
- 插曲：Lozareena「I knew」（Sony Music Records）[7]
- 總製作人：大江達樹（朝日電視台）
- 製作人：貴島彩理（朝日電視台）、岡美鶴（as birds）
- 製作協力：as birds
- 製作：朝日電視台

## 播出日程
- 第1話加長6分鐘（21:00 - 22:00）。

| 集數                                                                      | 播出日期 | 標題 | 導演       | 收視率 |
| ------------------------------------------------------------------------- | -------- | ---- | ---------- | ------ |
| 第1話                                                                     | 4月18日  |      | 瑠東東一郎 | 7.6%   |
| 第2話                                                                     | 4月25日  |      | 瑠東東一郎 | 6.1%   |
| 第3話                                                                     | 5月02日  |      | 金井紘     | 6.2%   |
| 第4話                                                                     | 5月09日  |      | 金井紘     | 5.6%   |
| 第5話                                                                     | 5月16日  |      | 瑠東東一郎 | 5.2%   |
| 第6話                                                                     | 5月23日  |      | 瑠東東一郎 | 5.3%   |
| 第7話                                                                     | 5月30日  |      | 金井紘     | 6.0%   |
| 第8話                                                                     | 6月06日  |      | 金井紘     | 6.9%   |
| 最終話                                                                    | 6月13日  |      | 瑠東東一郎 | 7.0%   |
| 平均收視率 6.2%（收視率由Video Research調查關東地區、家戶的即時統計資料） |          |      |            |        |

## 外部連結
- 電視劇官方網站（日語）
- 未知的X（前Twitter）（日語）
- 未知的Instagram帳戶（日語）
- 未知的TikTok（日語）

| 日本 朝日電視台 週二晚間九點連續劇    | 日本 朝日電視台 週二晚間九點連續劇                 | 日本 朝日電視台 週二晚間九點連續劇 |
| ------------------------------------- | -------------------------------------------------- | ---------------------------------- |
|                                       | unknown （2023年4月18日－6月13日）                 |                                    |
| 星降的夜晚 （2023年1月17日－3月14日） | 執行!!～狗和我和執行官～ （2023年7月4日－9月12日） |                                    |

| 臺灣 緯來日本台 每週一至五 21:00 - 22:00    | 臺灣 緯來日本台 每週一至五 21:00 - 22:00             | 臺灣 緯來日本台 每週一至五 21:00 - 22:00 |
| ------------------------------------------- | ---------------------------------------------------- | ---------------------------------------- |
|                                             | unknown吸血鬼新娘 （2023年7月25日－8月4日）          |                                          |
| 山本君、嫁給我吧 （2023年7月10日－7月24日） | 沖繩料理店 （2023年8月7日－10月3日）                 |                                          |
| 臺灣 緯來日本台 每週一至五 22:00 - 23:00    |                                                      |                                          |
| 佔領大醫院 （2024年8月19日－8月30日）       | unknown吸血鬼新娘 （重播） （2024年9月2日－9月12日） | 富豪鮮師 （2024年9月13日－9月30日）      |